# 高坂和彦
髙坂 和彦（こうさか かずひこ、1932年12月9日 - 2006年12月19日）はフランス文学者、翻訳家。東京都出身。

## 経歴
- 1932年12月9日　東京市小石川区小日向台町に生まれる
- 1948年3月　東京教育大学附属中学校（現・筑波大学附属中学校）卒業
- 1951年3月　東京教育大学附属高等学校（現・筑波大学附属高等学校）卒業
- 1952～57年　東京外国語大学フランス語科
- 旧・東京都立大学大学院フランス文学科博士課程中退
- 1974年　日本大学助教授
- 1979年　同大学教授
- 1998年　同大学退職
- 2003年　「セリーヌの作品」で第40回日本翻訳文化賞（日本翻訳家協会）受賞
- 2006年12月19日午後10時20分、心不全のため東京都の自宅で死去。享年74。

## 主要訳書
- ベルナノス　月下の大墓地　白馬書房　1973年

「ルイ‐フェルディナン セリーヌ の作品」
（全15巻、国書刊行会）、訳者8人、うち10巻高坂訳
- なしくずしの死（上）　305p　1978年、2巻
- なしくずしの死（下）　309p　1978年、3巻。新版・河出文庫（上下）、2002年
- 城から城　380p　1981年、7巻
- 北（上）　246p　1981年、8巻
- 北（下）　261p　1981年、9巻
- リゴドン　262p　1983年、13巻
- 夜の果てへの旅　494p　1985年、1巻
- またの日の夢物語　227p　1991年、5巻
- ギニョルズ・バンド　289p　1995年、4巻
- ギニョルズ・バンドⅡ　570p　1996年、15巻